# Douai

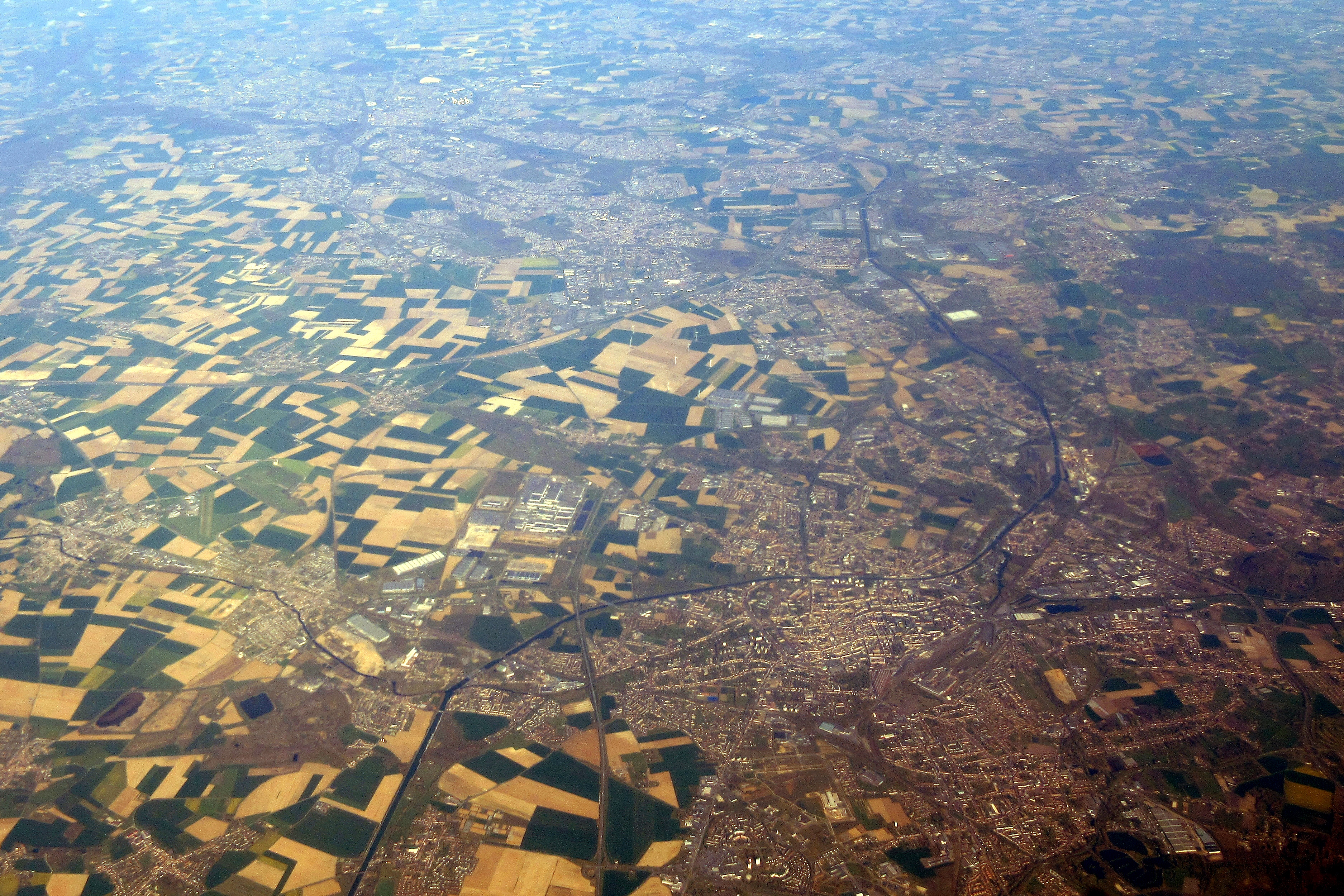
Douai von oben

Douai [dwɛ] (niederl. Dowaai, ältere Form Douay, lat. Duacum) ist eine nordfranzösische Stadt mit 39.833 Einwohnern (Stand 1. Januar 2022) im Département Nord, in der Region Hauts-de-France. Sie ist als Hauptstadt (frz. chef-lieu) des Arrondissements Douai Sitz einer Unterpräfektur des Départements. Die Bewohner werden Douaisiens und Douaisiennes genannt.
Die Gemeinde erhielt wie seit 2017 auch 2022 die Auszeichnung „Vier Blumen“, die vom Conseil national des villes et villages fleuris (CNVVF) im Rahmen des jährlichen Wettbewerbs der blumengeschmückten Städte und Dörfer verliehen wird.

## Lage
Die Stadt liegt am Fluss Scarpe, circa 200 Kilometer von Paris entfernt, circa 40 Kilometer südlich von Lille und circa 25 Kilometer ostnordöstlich von Arras.

## Geschichte

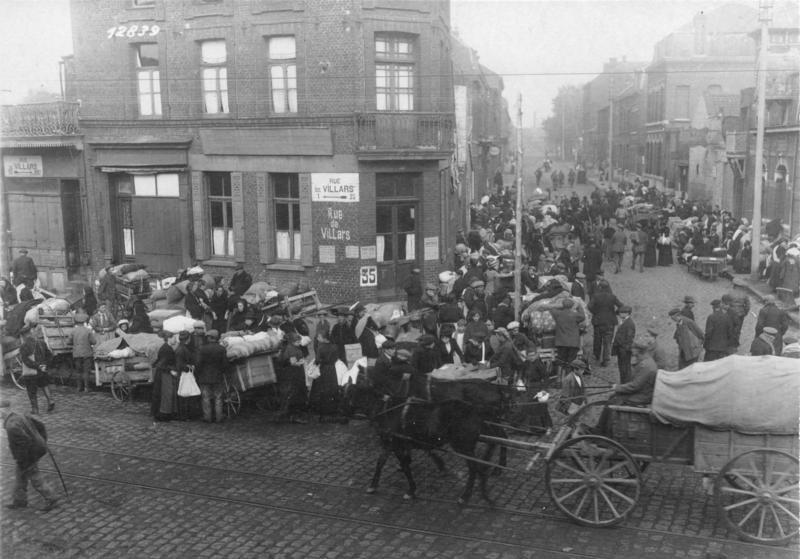
Evakuierung der Stadt 1916

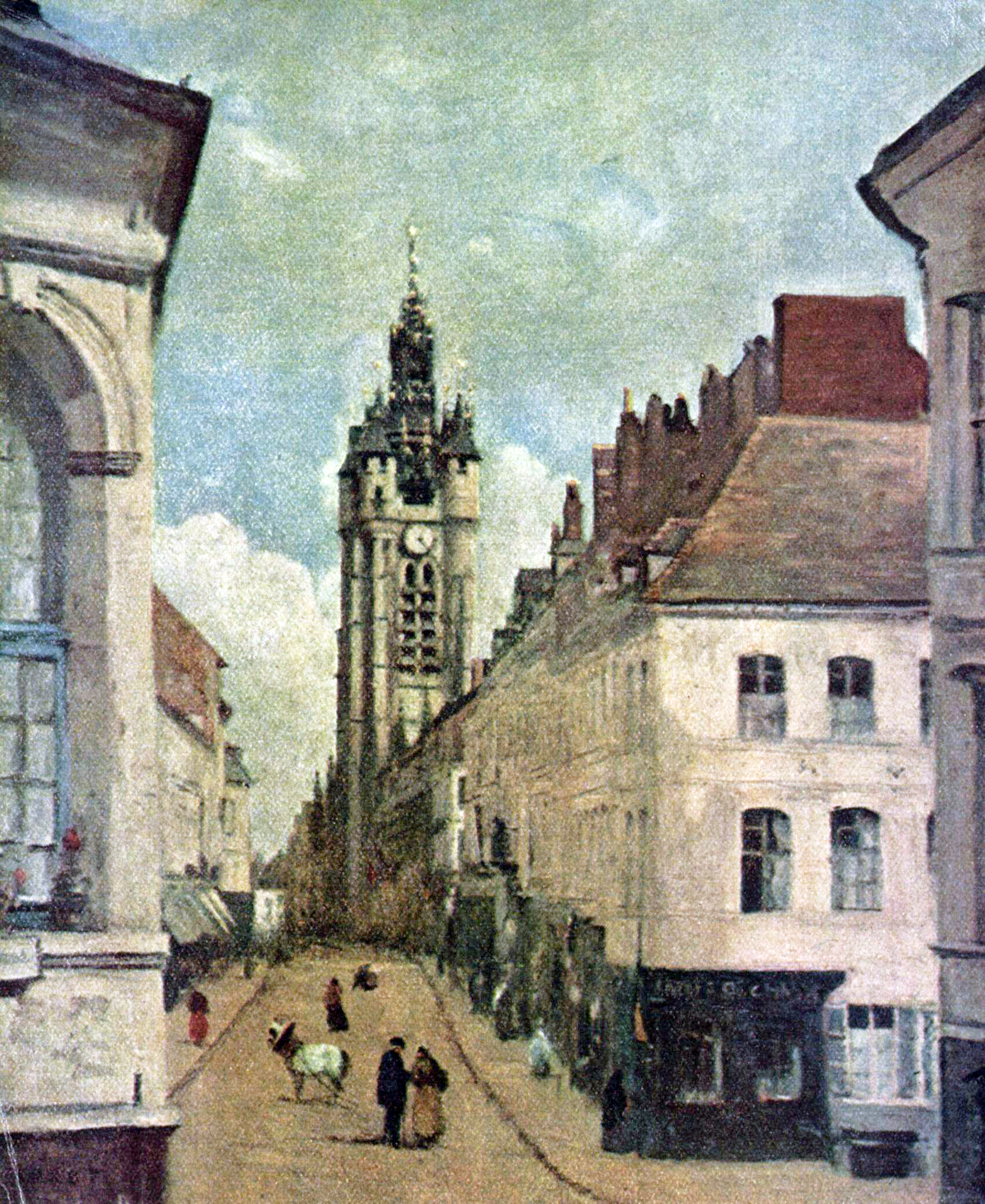
Glockenturm von Douai, Jean-Baptiste Camille Corot, 1871.

Douai entstand wohl auf dem Gebiet der spätantiken römischen Festung Castrum Duacense. Seit dem 9. Jahrhundert gehörte Douai den Grafen von Flandern. Es entwickelte sich bis zum 12. Jahrhundert zu einem Zentrum der flandrischen Tuchindustrie sowie zu einer bedeutenden Handelsstadt und erhielt Ende des 12. Jahrhunderts das Stadtrecht. 1312 fiel es (bis 1369) an die französische Krondomäne.
1384 wurde Flandern und mit ihm Douai durch Heirat Teil der Territorien Herzog Philipps des Kühnen von Burgund, die 1477 wiederum durch Heirat größtenteils zum Herrschaftsgebiet des damaligen Erzherzogs und späteren Kaisers Maximilian I. kamen, d. h. zum sog. Burgundischen Kreis des Heiligen Römischen Reiches. Als dieser nach dem Tod von Kaiser Karl V. (1558) an die spanische Krone ging, wurde Douai mit Flandern ein Teil der Spanischen Niederlande.
1562 gründete König Philipp II. eine Universität in Douai (Universitas Duacensis), zu deren Studenten unter anderem der spätere Präsident des Reichskammergerichts Moritz von Büren gehörte. Sie wurde 1888 nach Lille verlegt.
Nachdem Douai 1667 im sog. Devolutionskrieg von Ludwig XIV. erobert worden war, kam es im folgenden Jahr  durch den Frieden von Aachen zu Frankreich. Während des Spanischen Erbfolgekriegs wurde es am 26. Juni 1710 durch die Alliierten unter Marlborough nach einer zweimonatigen Belagerung genommen. Villars versuchte zuerst vergeblich, Douai zu überrumpeln, nahm es aber am 7. September 1712 durch Kapitulation. So kam es von neuem an Frankreich, dem es durch den Utrechter Frieden 1713 dauerhaft zufiel. 1713–1789 war Douai Sitz des flandrischen Parlaments; nach dem Ausbruch der Französischen Revolution diente es von 1790 bis 1802 als Verwaltungssitz des Départements Nord.
Der Flugzeugkonstrukteur Breguet gründete hier 1911 seine Flugzeugfirma, sein Flugplatz wurde im Ersten Weltkrieg von der deutschen Fliegertruppe genutzt. Im Ersten und Zweiten Weltkrieg wurde die Stadt stark bombardiert.
1990 wurde das letzte verbliebene Bergwerk geschlossen.

## Wirtschaft und Verkehr
Die Stadt liegt im nordfranzösischen Kohlebecken und lebte lange vom Steinkohlebergbau, von der Metall- und Fahrzeugindustrie. Douai ist ein Zentrum der chemischen Industrie. Außerdem befindet sich in Douai ein Werk der Automarke Renault. Hier werden die Modelle Mégane und Scénic produziert; 2009 stellten 4.900 Mitarbeiter rund 165.000 Autos her; 2022 wurden von 3.300 Mitarbeitern rund 55.000 PKW gefertigt. 
Der Renault Talisman (2015 bis Februar 2022) wurde in Douai produziert. Das Modell hat keinen Nachfolger.

Seit 2024 wird in Douai der Renault 5 E-Tech montiert.
Der Bahnhof Douai an der Bahnstrecke Paris–Lille wurde 1846 eröffnet. Diese Strecke wird von TGVs befahren; die Fahrzeit beträgt rund 75 Minuten. 

Die elektrische Straßenbahn Douai verkehrte von 1898 bis 1950.
Der öffentliche Nahverkehr im Raum Douai war 2022 kostenlos.

## Sehenswürdigkeiten

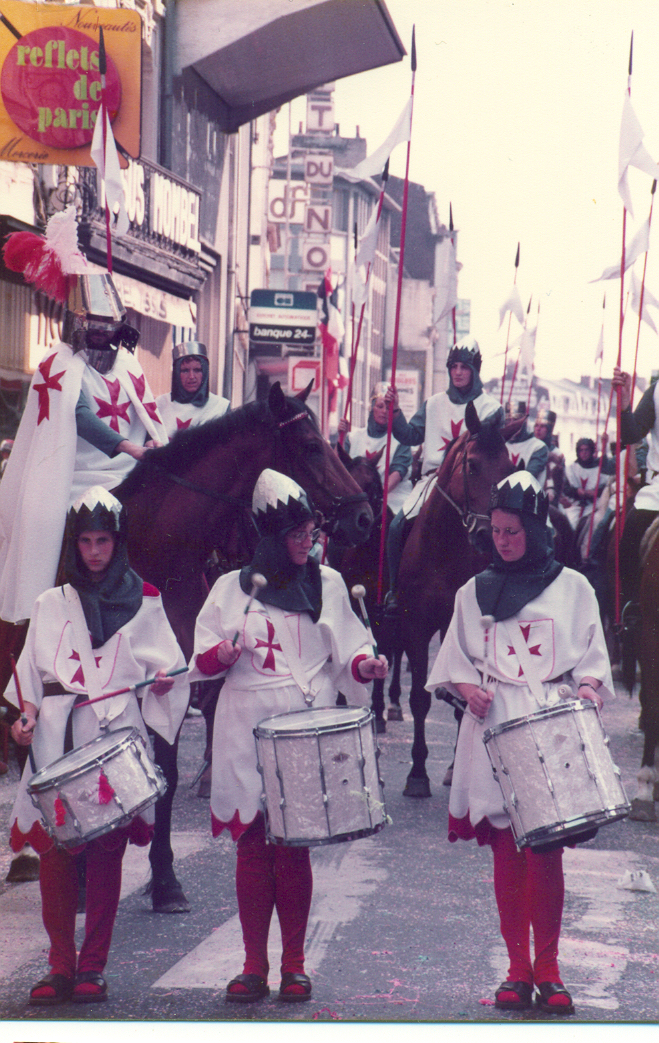
Fêtes de Gayant 1984 in Douai

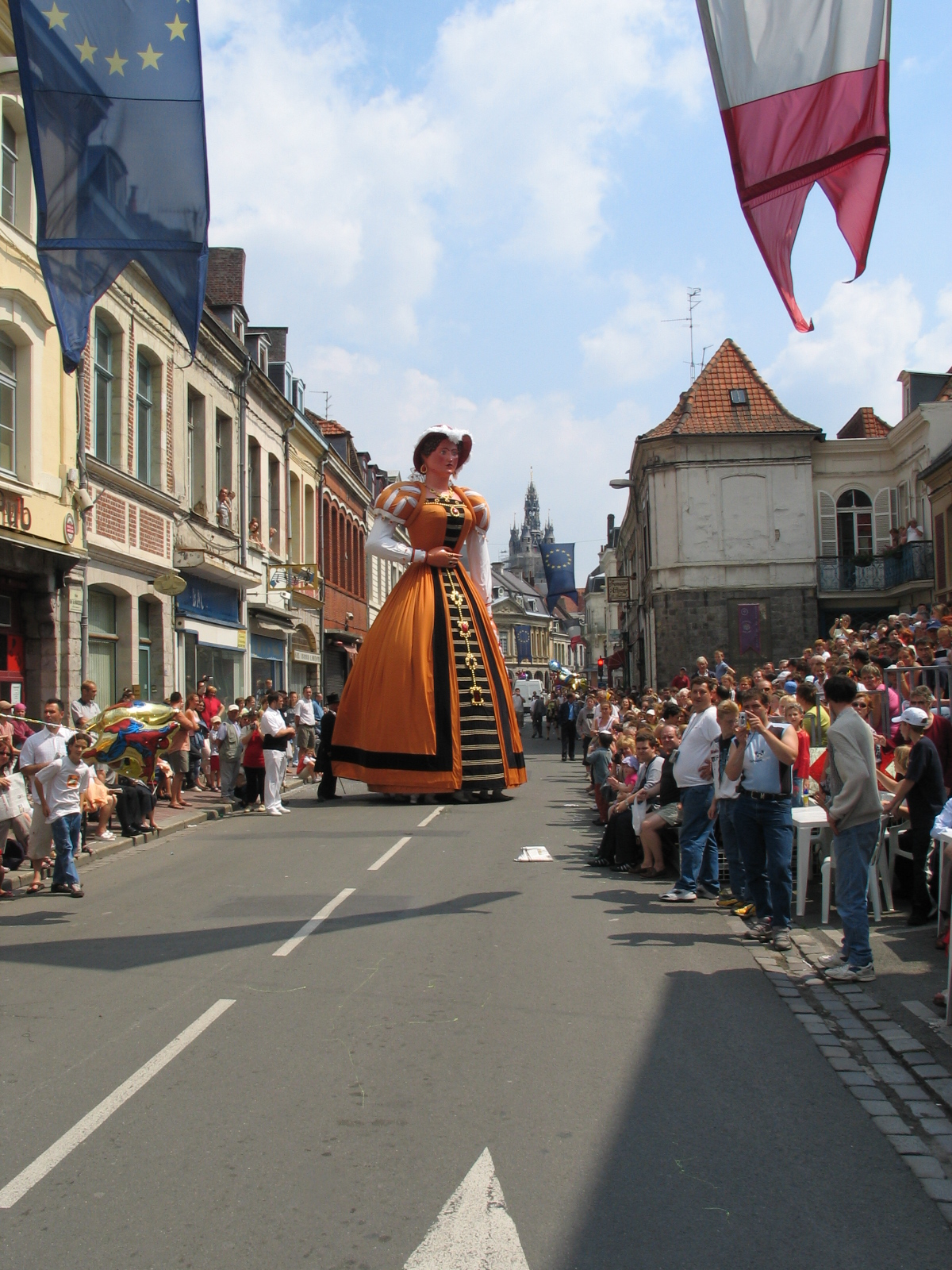
Marie Cagenon, die Frau von Gayant 2005

Wahrzeichen der Stadt ist der Belfried, ein 1380 erbauter Turm, der zunächst als Wachtturm diente. Seit 2005 gehört er zum UNESCO-Welterbe Belfriede in Frankreich. In seinem Innern befindet sich seit 1391 ein Glockenspiel, das heute mit 62 Glocken eines der größten Europas ist.
Das frühere Kartäuserkloster aus dem 16. Jahrhundert diente während der Französischen Revolution militärischen Zwecken und wurde im Zweiten Weltkrieg während der Bombardierung der Stadt beschädigt. Seit 1958 ist hier das Kunstmuseum Musée de la Chartreuse untergebracht.
In der Jesuitenkirche wird das Haupt der heiligen Margareta von Schottland aufbewahrt.
Die Fêtes de Gayant, jährlich Anfang Juli (Wochenende nach dem 5. Juli) stattfindende Umzüge mit Figuren von Riesen, die bis über acht Meter hoch sind, wurden 2005 von der UNESCO als Teil der Umzüge der Riesen und Drachen in Belgien und Frankreich in die Liste der Meisterwerke des mündlichen und immateriellen Erbes der Menschheit aufgenommen.

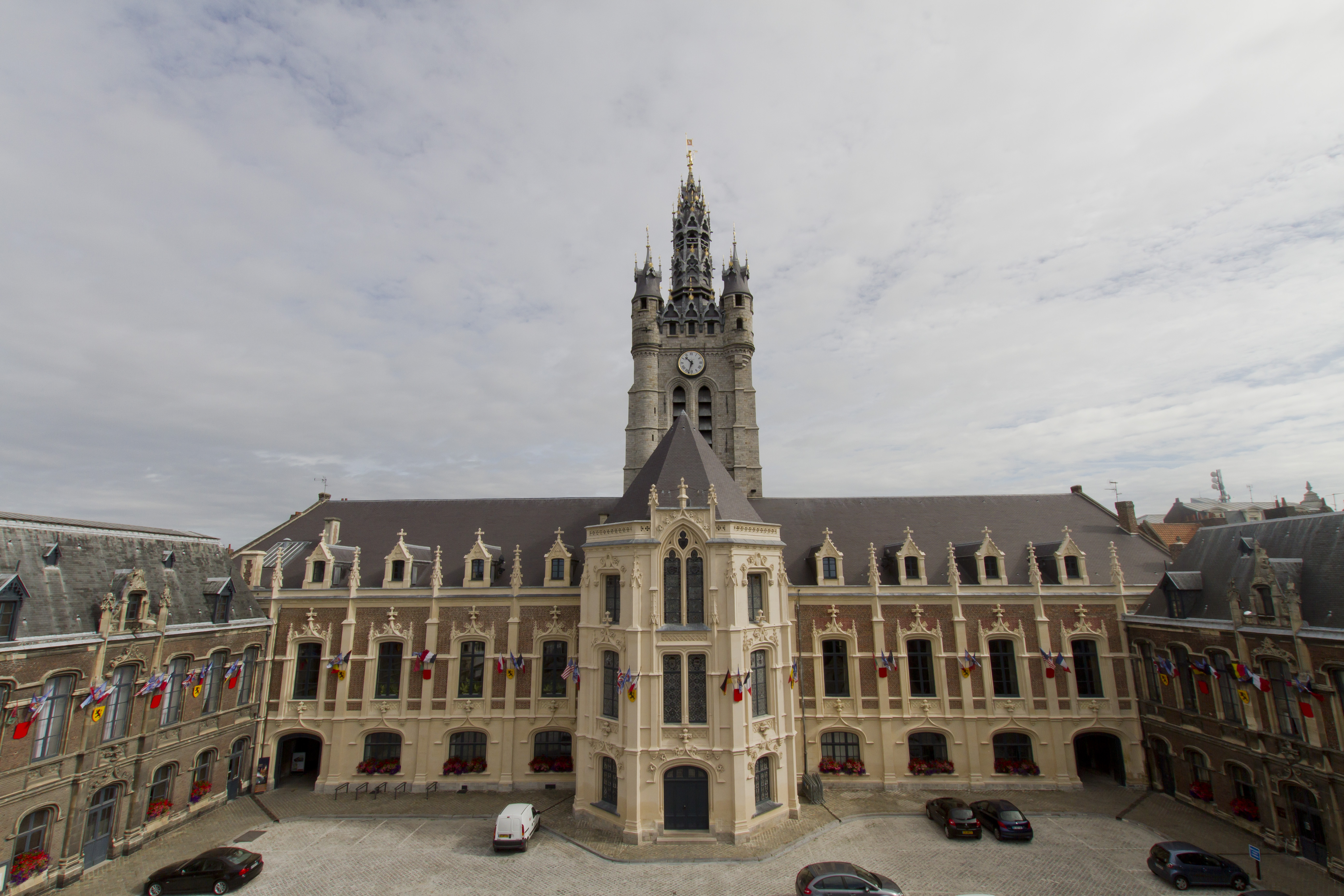
Rathaus (Hôtel de ville) und Belfried von Douai
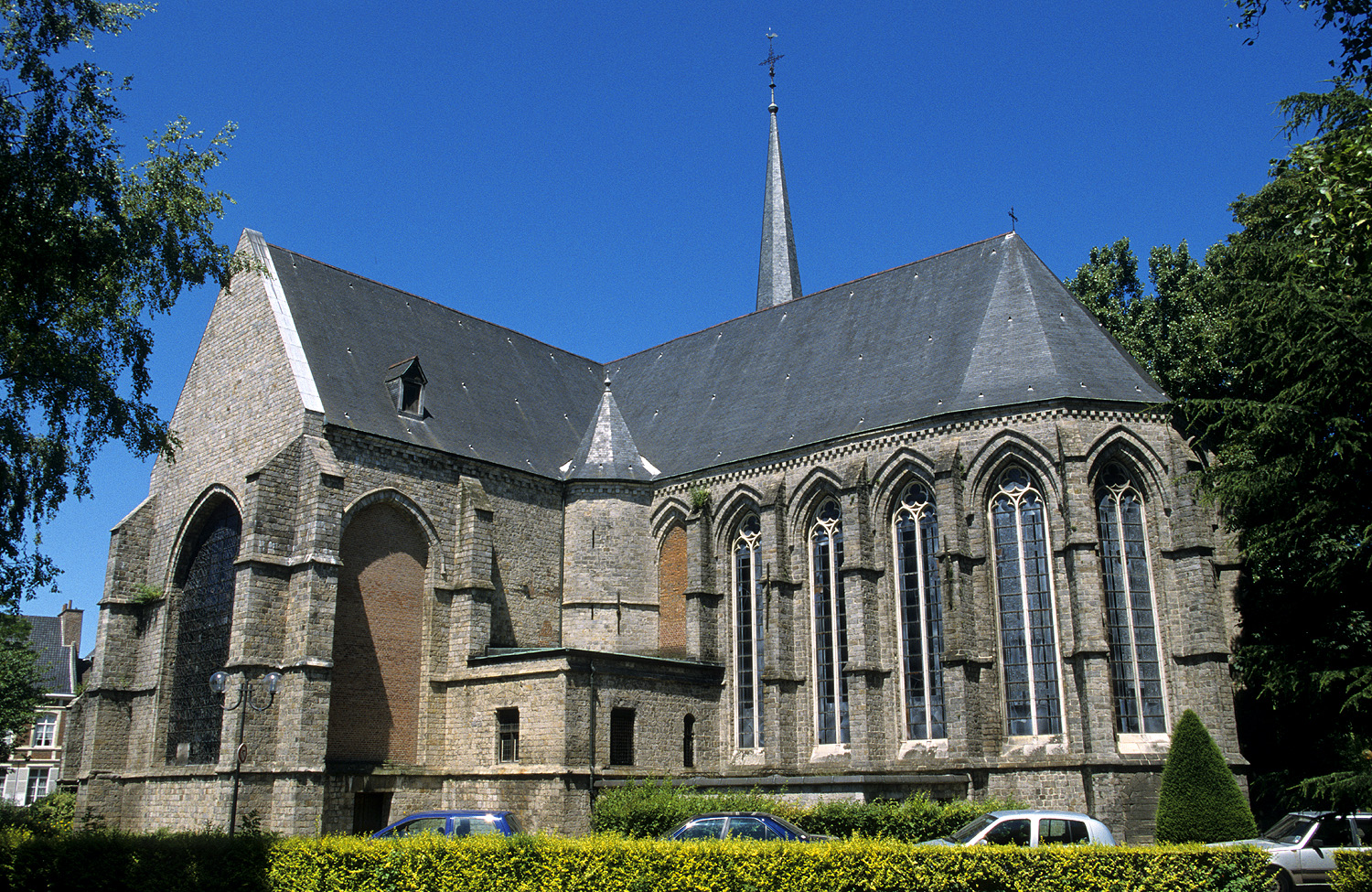
Kirche Notre-Dame
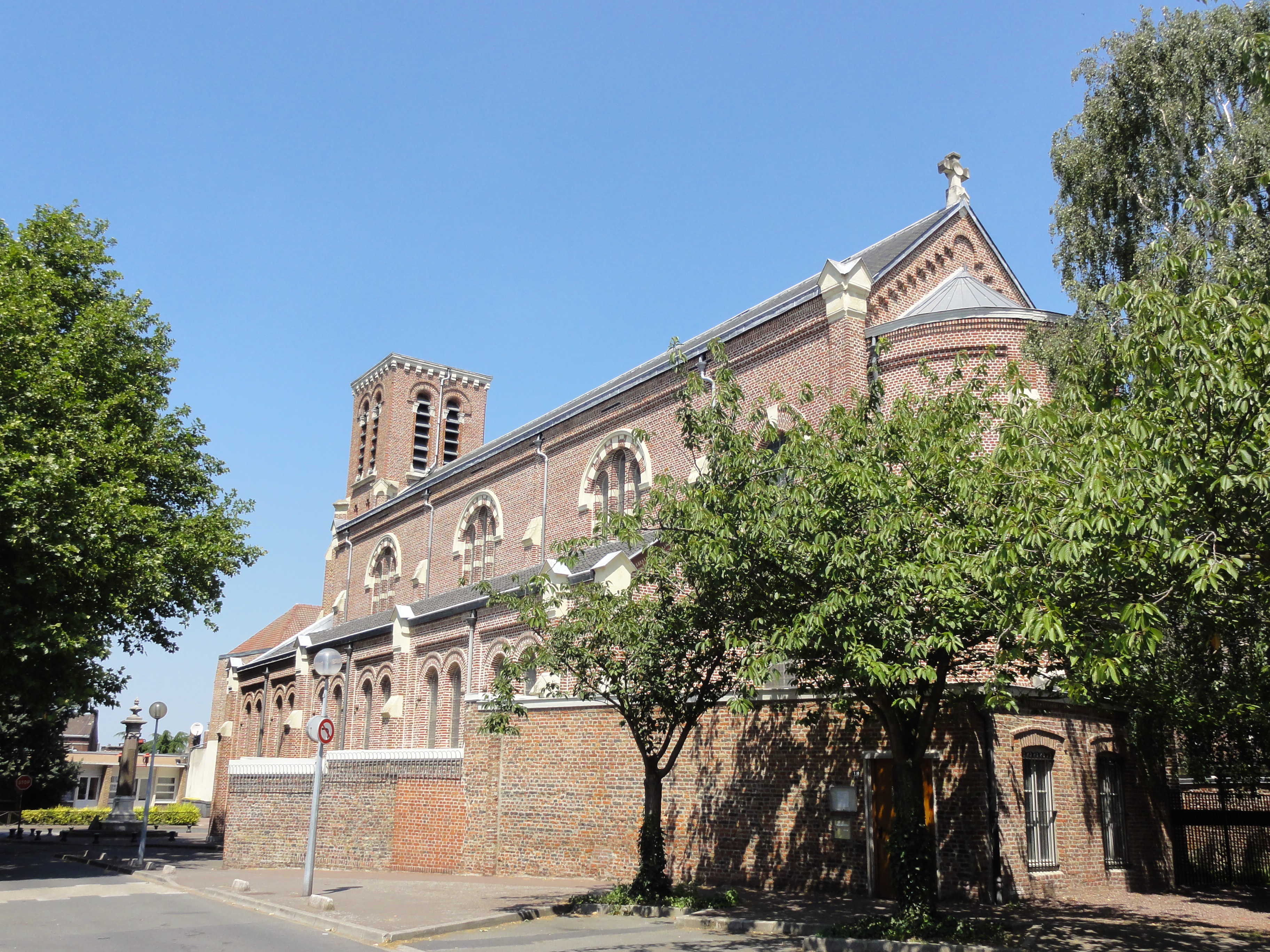
Kirche Notre-Dame-d'Esperance
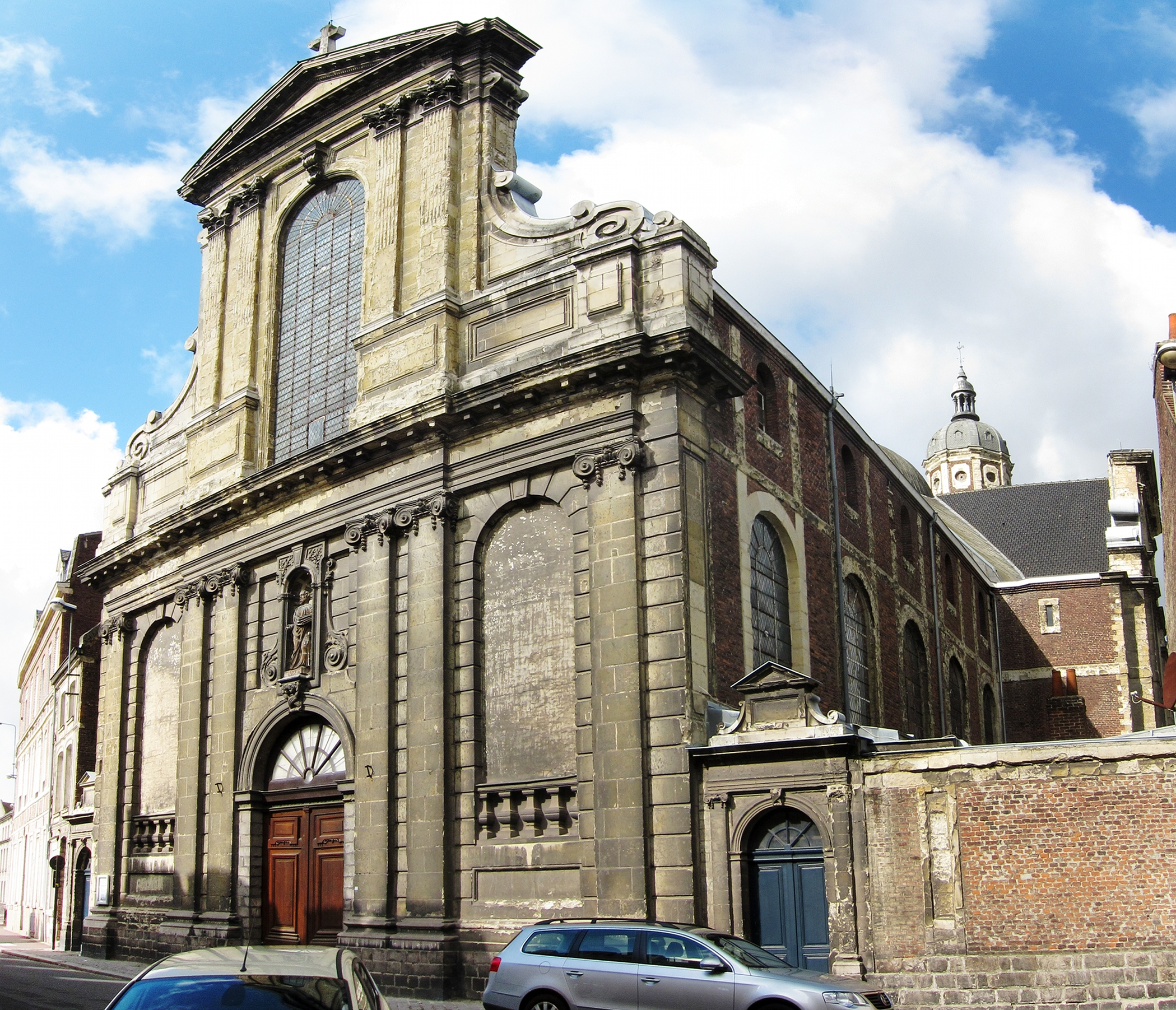
Kirche Saint-Jacques
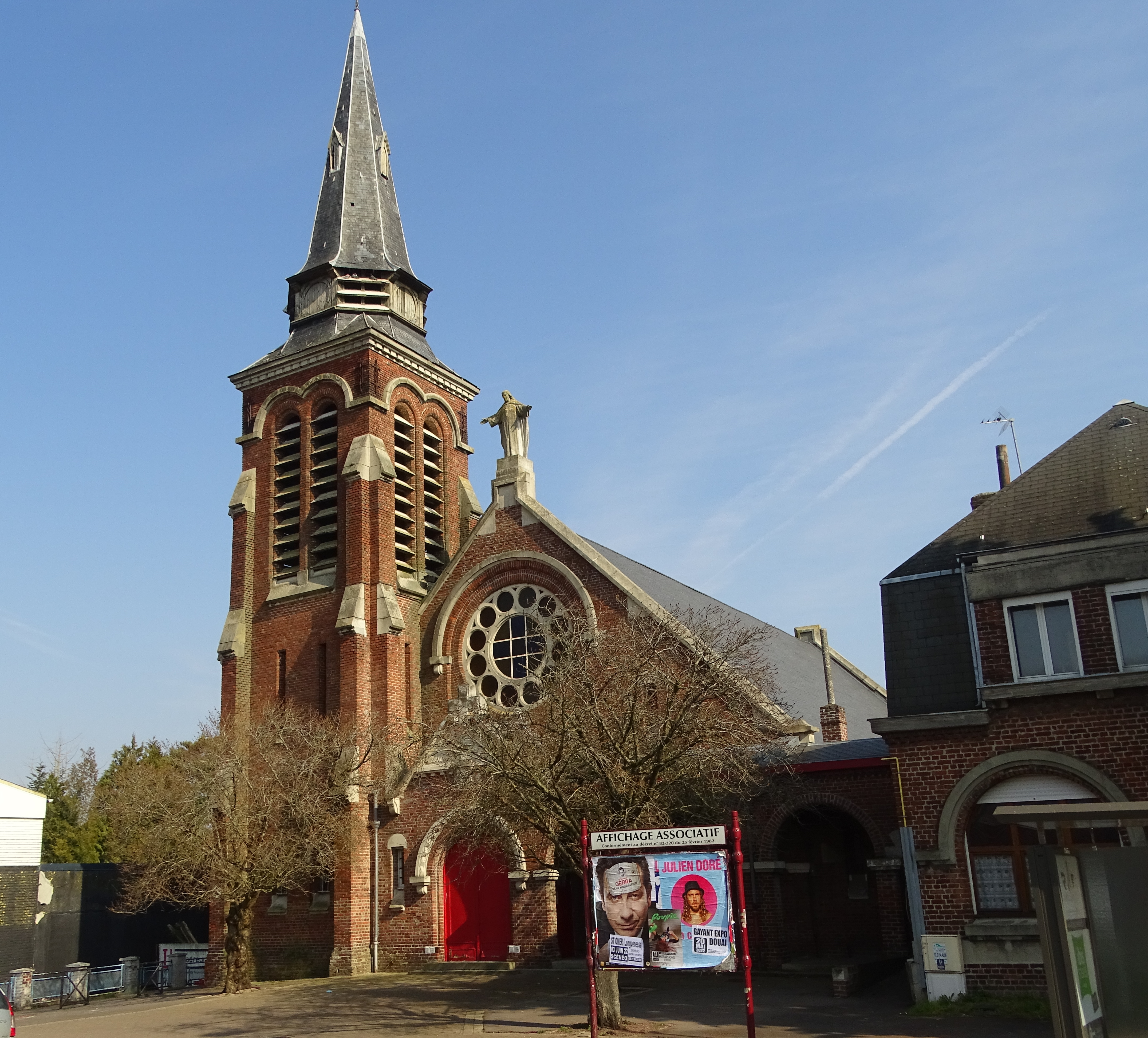
Kirche Sacré-Coeur-et-Notre-Dame-de-Pellevoisin
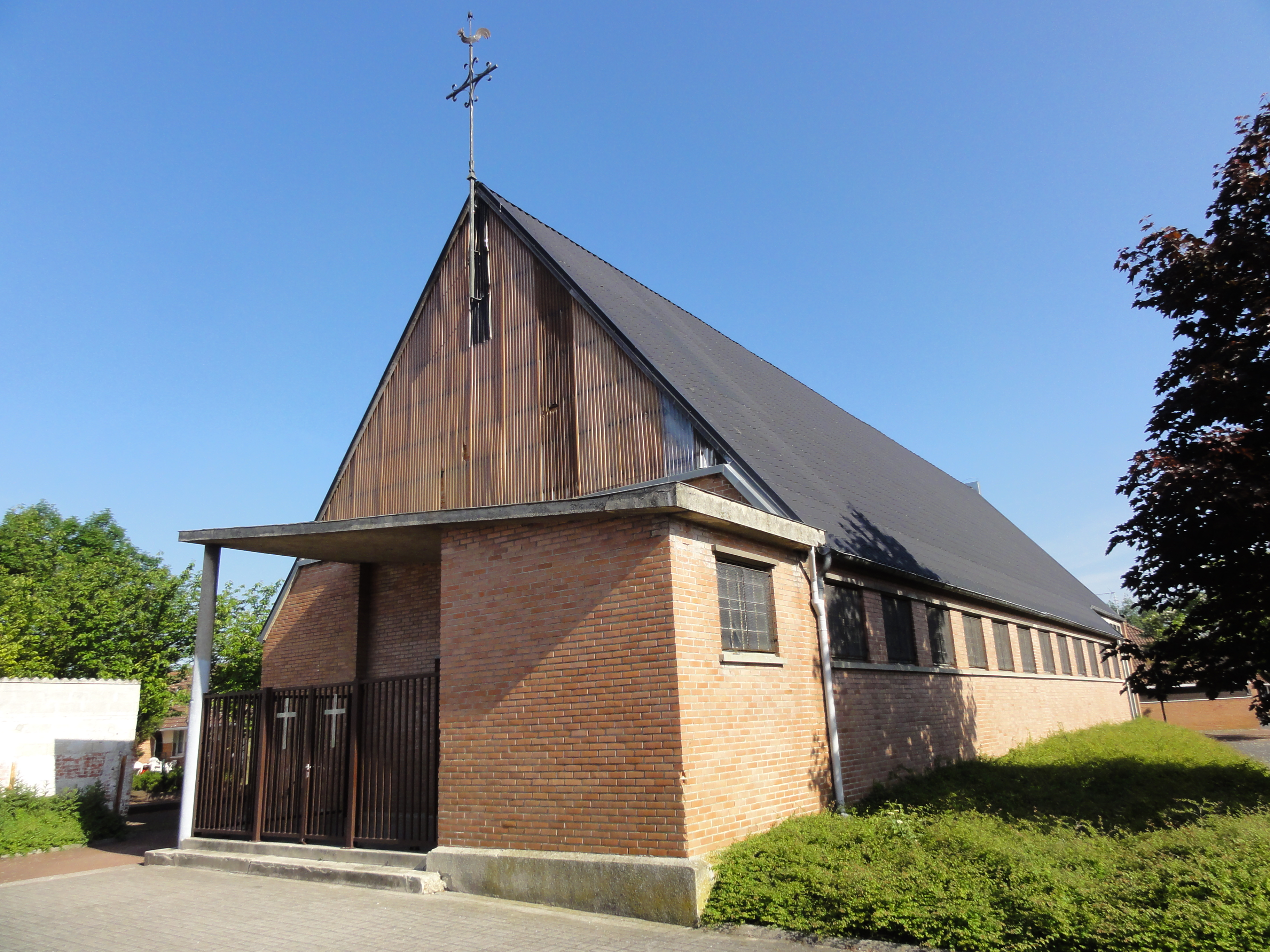
Kapelle Saint-Joseph in der Bergarbeiter-siedlung Cités des fosse Déjardin et Bernard
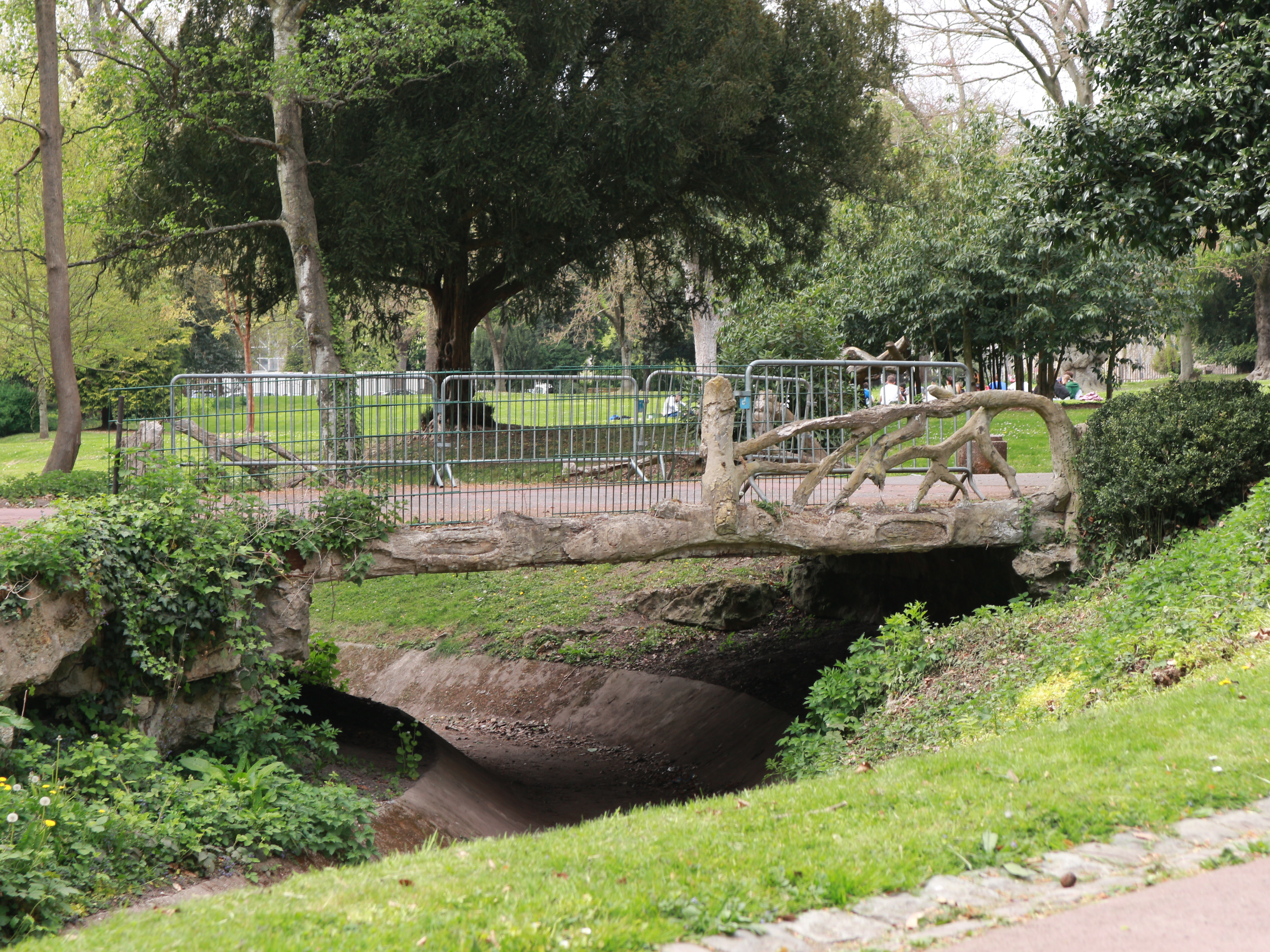
Park „Charles Bertin“

## Persönlichkeiten
- Goswin von Anchin (ca. 1082–1166), Abt und Kirchenreformer
- Jehan Boinebroke († 1286), Kaufmann
- Jehan Bellegambe (ca. 1450–1535), Maler
- Giovanni Bologna, auch Giambologna, geb. Jean Boulougne (1529–1608), Florentiner Bildhauer des Manierismus
- Nicolas Trigault (1577–1628), Mitglied der Societas Jesu und französischer Missionar
- Antoine Legrand (1629–1699), Mönch, Missionar, Philosoph und Theologe
- Henri-Joseph Dulaurens (1719–1793), Abbé, Schriftsteller und Philosoph
- Charles Alexandre de Calonne (1734–1802), Politiker
- Joseph François Durutte (1767–1827), General
- Marceline Desbordes-Valmore (1786–1859), Dichterin
- Aimé Constant Fidèle Henry (1801–1875), Lithograf, Buchhändler, Verleger, Botaniker und Naturforscher
- Félix Lambrecht (1819–1871), Politiker
- Alfred Robaut (1830–1909), Fotograf, Graveur, Kunstschriftsteller, Lithograf und Zeichner
- Pierre Montée (1836–1879), Literaturwissenschaftler
- Henri Edmond Cross (1856–1910), Maler
- Maurice Pellé (1863–1924), französischer General
- Édouard Flament (1880–1958), Komponist
- Maurice Deprez (1890–1970), Autorennfahrer
- André Obey (1892–1975), Theaterautor, Essayist und Romanautor
- Gaston Crunelle (1898–1990), Flötist und Musikpädagoge
- Robert Louis (1902–1965), Heraldiker
- Yvonne Godard (1908–1975), Schwimmerin
- André Gros (1908–2003), Diplomat und Rechtswissenschaftler
- Robert Barrat (1919–1976), Autor und Journalist
- Lucienne Legrand (1920–2022), Schauspielerin
- Jacques Diéval (1921–2012), Jazzpianist
- Guy Jorré (1927–2019), Regisseur
- Christian de Chalonge (* 1937), Filmregisseur und Drehbuchautor
- Jerzy Zabczyk (* 1941), polnischer Mathematiker und Professor am Institut für Mathematik der Polnischen Akademie der Wissenschaften
- Hervé Dubuisson (* 1957), Basketballspieler
- Jacques Bonnaffé (* 1958), Filmschauspieler
- Jacky Hénin (* 1960), Politiker
- Corinne Masiero (* 1964), Schauspielerin
- Chaynesse Khirouni (* 1968), Politikerin

## Wissenschaft
Seit 1878 hat Douai eine Hochschule für Ingenieure, die École des mines.

## Städtepartnerschaften
Douai ist verschwistert mit
- Harrow in der Region Greater London (England)
- Seraing in Wallonien (Belgien), seit 1964
- Recklinghausen in Nordrhein-Westfalen, seit 1965
- Kenosha in Wisconsin (USA)
- Dédougou in Burkina Faso, seit 2003
- Puławy in der Wojewodschaft Lublin (Polen), seit 2004

### Weitere Partnerschaften
- Seit 1969 besteht ein jährlicher gegenseitiger Schüleraustausch zwischen dem Lycée Albert Chatelet, Douai und dem Gymnasium Petrinum, Recklinghausen.
- Das Lycée Jean-Baptiste Corot unterhält eine Partnerschaft mit dem Marie-Curie-Gymnasium in Recklinghausen.
- Das Collège André Streinger in Douai pflegt einen langjährigen Schüleraustausch mit dem Windthorst-Gymnasium in Meppen.
- Seit vielen Jahren gibt es auch einen Schüleraustausch zwischen Douai und der Realschule Bad Gandersheim (Deutschland).
- Außerdem besteht eine enge Partnerschaft des Lycées Saint Jean mit dem Gymnasium der Benediktiner in Meschede, die ein jährliches Austauschprogramm von Schülern und den Aufenthalt von deutschen Sprachassistenten (assistants allemands) in Frankreich ermöglicht.